# Tioga megye (Pennsylvania)
Tioga megye az Amerikai Egyesült Államokban, azon belül Pennsylvania államban található. Megyeszékhelye Wellsboro, legnagyobb városa Mansfield. Lakosainak száma 41 045 fő (2020. április 1.). Tioga megye Steuben, Chemung, Bradford, Lycoming és Potter megyékkel határos.

## Népesség
A megye népességének változása:
| Lakosok száma | 42 025 | 42 434 | 42 595 | 42 463 | 41 877 | 41 045 |
|               | 2010   | 2011   | 2012   | 2013   | 2015   | 2020   |